# Фредді Квінн
Фредді Квінн (нар.. 27 вересня 1931, Хардегг (нині — Відень), Перша Австрійська республіка, в дійсності Франц Ойген Гельмут Манфред Нідл, пізніше змінив прізвище на Нідл-Петц) — німецький співак і актор австрійського походження, популярний наприкінці 1950-х і в 1960-х роках. Більшу частину життя мешкає у Гамбурзі.

## Біографія
Народився Фредді Квінн 7 вересня 1931 року в Хардигі, а виріс у Відні. Батьком був ірландський торговиць Йоган Квінн, мати австрійська журналістка Едіт Генріетта Нідл. У дитинстві батько взяв його з собою у США (Моргантаун, штат Західна Вірджинія), де хлопчик пішов у початкову школу і грав на горні. Потім він повернувся до матері у Відень. Вступив до Дойчес Юнгфольк, де грав у духовому оркестрі.
Через другий шлюб матері з австрійським аристократом Рудольфом Анатолем Фрейхер фон Петцем, Квінн прийняв ім'я Нідл-Петц. Наприкінці Другої світової війни у складі групи біженців Фредді зіткнувся з американськими військами в Богемії. Він вільно говорив англійською мовою, тому 14-річному хлопцеві вдалося претендувати на одержання американського громадянства. Згодом він був відправлений до США у травні 1945 року військовим транспортом. На острові Елліс він дізнався, що його батько вже загинув у 1943 році в автокатастрофі.
Хлопчика негайно відправили назад до Європи і, перш ніж повернутися до матері у Відні, цілий рік перебували в Антверпені в дитячому будинку, де він навчився розмовляти французькою та голландською мовами. Однак, виїхавши з країни, він подорожував Південною Європою та Північною Африкою, врешті-решт він рушив до Німеччини.
Почав кар'єру в Санкт-Паулі, Гамбурзі, де йому запропонували перший контракт у 1954 році. У 1956 році представляв Німеччину на першому конкурсі Євробачення з піснею «So das geht jede nacht», була оголошена тільки переможниця, тому іншим країнам надані другі місця.
Він представляв Німеччину на пісенному конкурсі Євробачення 1956 року в Лугано, Швейцарія, з нетиповою піснею «So geht das jede Nacht», про невірну дівчину, яка зустрічається з багатьма чоловіками. Він не виграв, а повні результати конкурсу так і не були опубліковані, тому його розміщення не відомо. Більшість його інших пісень стосуються Гамбурга, нескінченного моря та самотнього життя у далеких краях. Першим його хітом став «Heimweh» («Домашня хвороба», а також «Brennend heißer Wüstensand», «Dort wo die Blumen blüh'n» та «Schön war die Zeit», (1956), німецька версія «Memories Are Made of This». Альбом проданий накладом у понад мільйон примірників і був нагороджений золотим диском.
Наступні хіти Фредді Квінна: «Die Gitarre und das Meer» (1959), «Unter fremden Sternen» (1959), «Irgendwann gibt's ein Wiedersehn» (1960), «La Paloma» (1961), «Junge, komm bald wieder» (1962). Його пропозиція 1964 року «Vergangen, vergessen, vorueber» стала черговим мільйонним випуском.
Його популярність пішла на спад у 1970-х роках, але Квінн продовжував виступати. «Junge, komm bald wieder» співав Альпай на альбомі 7 Dilde Alpay (турецька для «Alpay у семи мовах»), який вийшов у 1973 році.

## Кінематограф
Наприкінці 1950-х років, Квінн також знімався в декількох фільмах, знову часто виступаючи в ролі одинокого моряка. «Гітара і море» (1959), «Фредді унтер-фрімден Стернен» (1959), «Фредді і Пісня Південного Тихого океану» (1962), а також «Домашня книга для Сент-Паулі» (1963). Згодом Квінн також виступив на сцені в таких різноманітних ролях, як принц Орлофський у «Ді Фледермаус», король у «Королі та я» та лорд Фанкурт Бабберлі в «Тітці Чарлі».
Квінн також був досвідченим цирковим артистом, який відомий телевізійної аудиторії як канатоходець, виступаючи в прямому ефірі і без страховки.

## Приватне життя
Фредді Квінн знає сім мов і записав пісні на дванадцяти. З 1950-х років місцем свого помешкання вибрав Гамбурзі (Німеччина) і в своїй пісенній творчості головним чином орієнтувався на смаки північно-німецької публіки.
У 2004 був засуджений судом Гамбурга на два роки позбавлення волі (умовно) за приховування у 1998-2002 рр. від податків доходів на суму 900 000 євро. Сплатив німецькому фіску 150 000 євро штрафу.
У 1950-х познайомився та пізніше одружився з Лілі Блесман, прожив з нею до її смерті у віці 89 років у 2008 р. З 2009 року Фредді відійшов від публічного життя. Живе у Гамбурзі.

## Фільмографія
- Canaris (1954)
- Die große Chance (1957)
- Heimatlos (1958)
- Stahlnetz — Die Tote im Hafenbecken (1958)
- Freddy, die Gitarre un das Meer (1959)
- Freddy unter fremden Sternen (1959)
- Freddy un die Melodie der Nacht (1960)
- Weit ist der Weg (1960)
- Nur der Wind (1961)
- Freddy und der Millionar (1961)
- Freddy und das Lied der Sudsee (1962)
- Heimweh nach St. Pauli (1963)
- Freddy und das Lied der Prarie (1964)
- Freddy, Tiere, Sensationen (1968)
- Der Junge von St. Pauli (1971)
- Haie an Bord (1971)
- Die wilden Funtziger (1983)
- Großstadtrevier (1987)
- Heidi und Emi — Zirkusluft (1990)
- Großstadtrevier — Fahrmann, hol' rover (1991)
- Erbin mit Herz (2004)
- In aller Freundschaft — Die Kraft der Liebe (244) (2004)